# 片山蘭
片山 蘭（かたやま らん、2000年7月12日 - ）は、日本のアイドル・タレントである。神奈川県出身。

## 人物
- ロック系男装アイドルael-アエル-及びPipping Hotのメンバー。イメージカラーは紫色。
- 好きな食べ物はタコライス。

## 経歴
2021年
- 7月15日、『♯バズるんチャン⁉︎ aelのアエroom』において初お披露目され、新メンバー 八雲杏（やぐもきょう）として加入[2]。

2022年
- 11月1日、個人Twitterを開設[3]。

2023年
- 12月18日、大藤みら、桜木りかと共に東京カルチャーカルチャーでのイベント開催を発表[4]

2024年
- 2月29日、 自身のXで同日付でケイダッシュステージを退社したことを報告[5]。また、個人Instagramを開設[6]。

## 出演
- 八雲杏としての出演は「ael-アエル-」及び「Pipping Hot」の項を参照。

### イベント
2024年
- 2月16日「bouquet」会場：東京カルチャーカルチャー

## 脚引
1. 1 2  “片山 蘭｜女性タレント｜所属者一覧｜ケイダッシュステージ公式WEBサイト”. ケイダッシュステージ公式WEBサイト. 2024年2月28日閲覧。
2. ↑  “ael-アエル- 新メンバー八雲杏・逢坂朔玖・碇たくみが加入。配信でお披露目 | IDOL REPORT.com”.   IDOL REPORT.com (2021年7月16日). 2024年2月28日閲覧。
3. ↑  片山蘭 (2022年11月1日). “Xユーザーの片山蘭さん: 「はじめまして 片山蘭(かたやまらん)です 綺麗なものが好きです これからよろしくお願いします🖤♡ https://t.co/rRawCFyirj」 / X”. 2024年2月28日閲覧。
4. ↑  片山蘭 (2023年12月18日). “Xユーザーの片山蘭さん: 「お久しぶりです✿ この度、来年2.16(金)に3人での合同イベント＂𝑏𝑜𝑢𝑞𝑢𝑒𝑡＂が開催決定しました~！ やっと皆んなに逢えます…♡ 是非お越しください。 https://t.co/Qzjc7dFWC4 https://t.co/XR8Z7lTPzB」 / X”. X. 2024年2月28日閲覧。
5. ↑  “Xユーザーの片山蘭さん: 「୨ৎ お知らせ୨ৎ https://t.co/hdorJwZZNM」 / X”. X. 2024年4月24日閲覧。
6. ↑  “Xユーザーの片山蘭さん: 「Instagram開設しました~! 良ければこちらの片山もよろしくね♡ https://t.co/WYYQb28wsY」 / X”. X. 2024年4月24日閲覧。